# طواف لومبارديا 2013
طواف لومبارديا 2013 هو سباق دراجات هوائية أقيم بتاريخ 6 أكتوبر 2013، تكون السباق من مرحلة واحدة وامتدّ لمسافة 242 كم، استغرق السباق 6 ساعة 10 دقيقة 18 ثانية. فاز به الإسباني خواكيم رودريغيث وحلّ ثانيا الإسباني أليخاندرو بالبيردي بينما حصل على المركز الثالث البولندي رافال مايكا.

## الترتيب
| م                     | الدرّاج             | البلد   | الزمن                    |
| --------------------- | ------------------ | ------- | ------------------------ |
| الفائز بالترتيب العام | خواكيم رودريغيث    | إسبانيا | 6 ساعة 10 دقيقة 18 ثانية |
| الثاني                | أليخاندرو بالبيردي | إسبانيا |                          |
| الثالث                | رافال مايكا        | بولندا  |                          |